# تاتسويا موراتا
تاتسويا موراتا (باليابانية: 村田 達哉) (8 أغسطس 1972 في طوكيو في اليابان – )؛ هو لاعب كرة قدم ياباني سابق كان يلعب كمدافع.

## وصلات خارجية
- تاتسويا موراتا على موقع رابطة كرة القدم اليابانية للمحترفين (اليابانية)
- تاتسويا موراتا على موقع عالم كرة القدم.نت (الإنجليزية)